# センス (分子生物学)
分子生物学や遺伝学において、核酸分子、特にDNAやRNAの鎖のセンス（sense、意味）とは、アミノ酸の配列を特定する際のその鎖とその相補体の役割の性質を指す。センスの意味は文脈によって微妙に異なることがある。たとえば、DNAは、同じ配列のRNAバージョンがタンパク質に翻訳されるか翻訳可能であればポジティブセンスであり、そうでなければネガティブセンスである。

## DNAセンス
核酸ポリマー間の塩基対合は相補的な性質を持つため、二本鎖DNA分子は互いに逆相補的な配列を持つ2本の鎖から構成される。分子生物学者が各鎖を明確に識別するために、2本の鎖は通常「センス鎖」と「アンチセンス鎖」として区別される。DNAの個々の鎖は、そのヌクレオチド配列が、アミノ酸の配列に翻訳された、または翻訳可能なRNA転写物の配列に直接対応する場合、ポジティブセンス（ポジティブ（＋）または単にセンスとも）と呼ばれる（ただし、DNA配列のチミン塩基が、RNA配列のウラシル塩基に置換されている場合）。二本鎖DNA分子のもう一方の鎖は、ネガティブセンスと呼ばれ（ネガティブ（-）またはアンチセンスとも呼ばれる）、ポジティブセンス鎖とRNA転写物の両方に逆相補的である。実際には、RNAポリメラーゼがRNA転写物を構築する際に鋳型として使用されるのはアンチセンス鎖であるが、核酸の重合では相補的な塩基対が形成されるため、RNA転写物の配列は、RNA転写物がチミンの代わりにウラシルを使用していることを除けば、センス鎖と同じになる。
ときどき、センスとアンチセンスの代わりに、それぞれコード鎖（coding strand）と鋳型鎖（template strand）という言葉が使われることがあるが、二本鎖DNA分子の文脈では、これらの言葉の使用法は本質的に同等である。ただし、コード鎖/センス鎖には、必ずしもタンパク質を作るためのコードが含まれている必要はなく、タンパク質コードRNAと非コードRNAの両方が転写される場合もある。
「センス」と「アンチセンス」という用語は、当の特定のRNA転写物にのみ関連しており、DNA鎖全体に関連しているわけではない。つまり、どちらのDNA鎖もセンス鎖、アンチセンス鎖として機能することができる。十分な大きさのゲノムを持つほとんどの生物は両方の鎖を利用しており、それぞれの鎖は、同じDNA分子に沿った異なる場所にある異なるRNA転写物の鋳型鎖として機能している。場合によっては、RNA転写物は、共通のプロモーター領域から両方向（すなわち、どちらかの鎖上）に転写されるか、どちらかの鎖のイントロン内から転写される（下記「アンビセンス」を参照）。

### アンチセンスDNA
DNAセンス鎖はメッセンジャーRNA（mRNA）転写物のように見えるので、翻訳時（タンパク質合成）に最終的にアミノ酸配列を構築し、タンパク質を合成するために用いる予想コドン配列を読み取るために使用することができる。たとえば、DNAセンス鎖内の配列「ATG」は、アミノ酸メチオニンをコードするmRNAの「AUG」コドンに対応する。ただし、DNAセンス鎖自体はmRNAの鋳型として使用されない。それは、タンパク質コードの出所となるのはDNAアンチセンス鎖であり、DNAセンス鎖と相補的な塩基を持つこの鎖がmRNAの鋳型として使用されるからである。転写（transcription）は、鋳型DNA鎖に相補的なRNA産物を生成するので、mRNAはDNAアンチセンス鎖に相補的である。

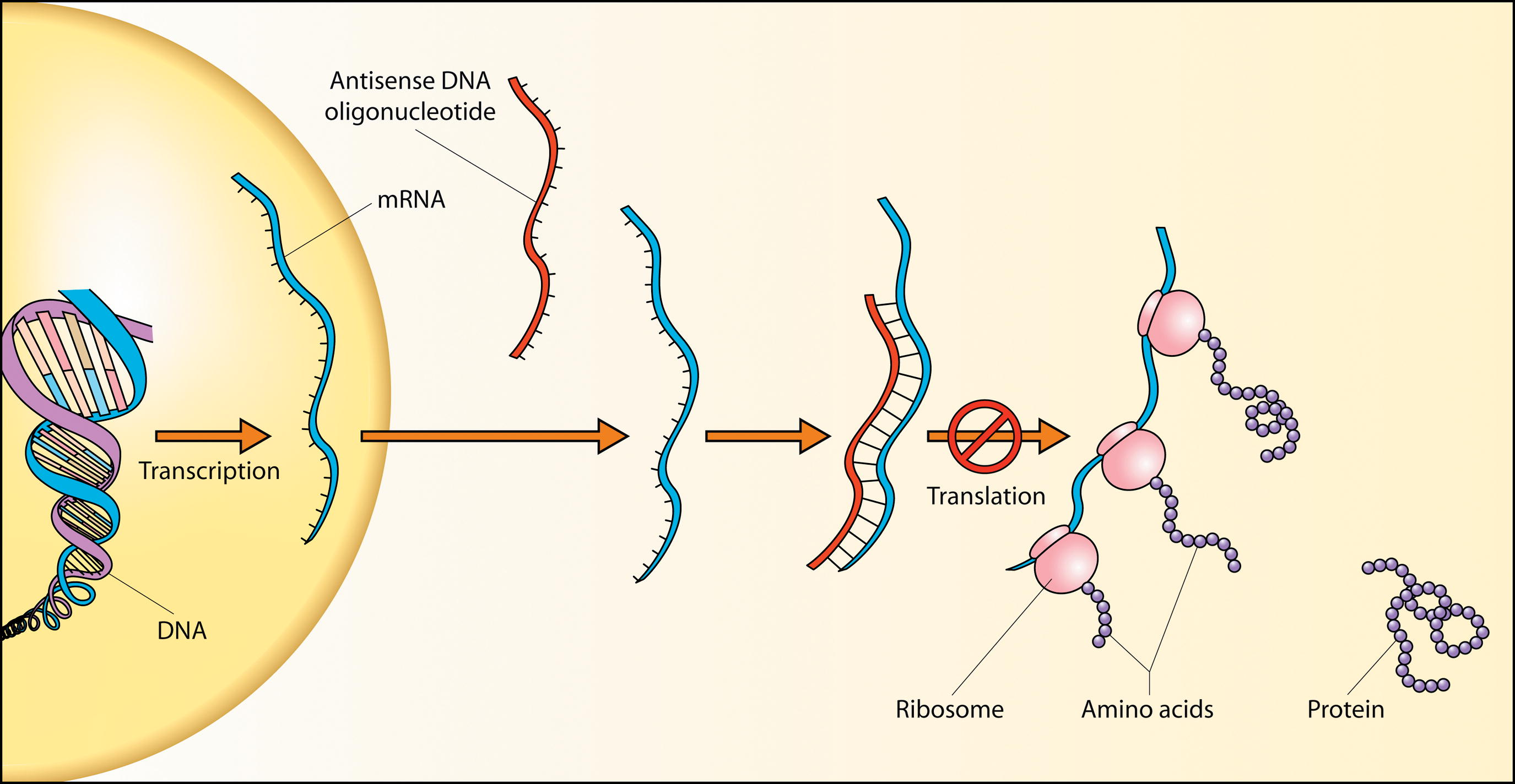
アンチセンスDNA鎖がタンパク質の翻訳をどのように妨害するかを示す模式図

したがって、DNAアンチセンス鎖の3′-TAC-5′（DNAセンス鎖の5′-ATG-3′と相補的）の塩基トリプレット（三連符）が鋳型として使用され、その結果、mRNAに5′-AUG-3′の塩基トリプレットが形成される。DNAセンス鎖には（mRNAのトリプレットAUGに似た）トリプレットATGがあるが、mRNAの作成に直接使用されないため、これはメチオニンの作成に用いられない。DNAセンス鎖が「センス鎖」と呼ばれるのは、タンパク質を作るために使われるからではなく（使われない）、RNAコドン配列に直接対応する配列を持っているからである。この論理により、RNA転写体そのものを「センス」と表現することがある。

### 二本鎖DNAの例
DNA鎖1: アンチセンス鎖(転写される) → RNA鎖(センス)
DNA鎖2: センス鎖
二本鎖DNA分子内のいくつかの領域は、遺伝子をコードする。遺伝子とは通常、タンパク質を作るためにアミノ酸が組み立てられる順序を指定する命令であり、調節配列（regulatory sequences）、スプライシング部位（splicing sites）、非コードイントロン（non-coding introns）、およびその他の遺伝子産物を含む。細胞がこの情報を利用するためには、DNAの一本の鎖が、RNAの相補鎖を合成されるするための鋳型として機能する。転写されたDNA鎖は、アンチセンス配列を持つ鋳型鎖と呼ばれ、そこから生成されるmRNA転写物はセンス配列（アンチセンスの相補体）と呼ばれる。また、転写鎖に相補的な非転写DNA鎖も、センス配列を持つと呼ばれ、mRNA転写物と同じセンス配列を持つ（ただし、DNAのT塩基はRNAのU塩基に置換されている）。
| 3′CGCTATAGCGTTT 5′ | DNAアンチセンス鎖 (鋳型/非コード) | 転写の鋳型として使用される。 |
| 5′GCGATATCGCAAA 3′ | DNAセンス鎖 (非鋳型/コード)       | 鋳型鎖に相補的である。 |
| 5′GCGAUAUCGCAAA 3′ | mRNAセンス転写物                  | 非コード（鋳型／アンチセンス）鎖から転写されるRNA鎖。 注1: すべてのチミンが現在はウラシルである（T→U）ことを除いて、それは非コード（鋳型／アンチセンス）DNA鎖と相補的であり、コード（非鋳型／センス）DNA鎖と同一である。 |
| 3′CGCUAUAGCGUUU 5′ | mRNAアンチセンス転写物            | コード鎖（非鋳型／センス）から転写されるRNA鎖。 注：すべてのチミンが現在ウラシルになっている（T→U）ことを除いて、コード（非鋳型／センス）DNA鎖と相補的であり、非コード（鋳型／アンチセンス）DNA鎖と同一である。          |

表の中で、それぞれの鎖に付けられた名前は、実際にはタンパク質の情報（「センス」情報）を含む配列をどの方向に書いているかに依っており、どの鎖が「上」か「下」に描かれているかには依らない（これは恣意的である）。鎖を標識付けするために重要な唯一の生物学的情報は、5′リン酸基末端と3′ヒドロキシル基末端（当の鎖または配列の終端）の相対的な位置であり、これらの末端が転写と翻訳の方向を決定するからである。5′-CGCTAT-3′と書かれた配列は、3′-TATCGC-5′と書かれた配列と等価である（5′端と3′端が記載されている限り）。末端にラベルが表示されていない場合は、慣習的に両方の配列が5′から3′方向に書かれていると想定する。「ワトソン鎖」（Watson strand）は5′から3′の上側の鎖（5′→3′）を指し、「クリック鎖」（Crick strand）は5′から3′の下側の鎖（3′←5′）を指す。ワトソン鎖もクリック鎖はどちらも、それらから作られる特定の遺伝子産物に応じて、センス鎖またはアンチセンス鎖のいずれかになる。
たとえば、アメリカ国立生物工学情報センター（NCBI）データベースで使用されているURA3遺伝子の別名である「YEL021W」という表記は、この遺伝子が酵母（Y）のV番染色体（E）の左腕（L）のセントロメアから21番目のオープンリーディングフレーム（ORF）にあり、発現コード鎖がワトソン鎖（W）であることを示している。「YKL074C」は、XI染色体のセントロメアの左側にある74番目のORFであること、コード鎖がクリック鎖（C）であることを示す。また「プラス」と「マイナス」の鎖を指す別の紛らわしい用語も広く使われている。鎖がセンス（正）であるかアンチセンス（負）であるかにかかわらず、NCBI BLASTアライメントにおけるデフォルトのクエリ配列は「プラス」鎖である。

## アンビセンス
ポジティブセンスとネガティブセンスの両方の能力が使用される一本鎖ゲノムは、アンビセンス（ambisense）と呼ばれる。一部のウイルスはアンビセンスゲノムを持つ。ブニヤウイルスは、3つの一本鎖RNA（ssRNA）フラグメントを持ち、それらの一部にはポジティブセンス部とネガティブセンス部の両方のセクションが含まれている。アレナウイルスもアンビセンスゲノムを持つssRNAウイルスであり、ゲノムの大きなセグメントと小さなセグメントの5′末端の一部を除いて、主にネガティブセンスの3つのフラグメントを持っている。

## アンチセンスRNA
内在性mRNAの転写物に相補的なRNA配列を「アンチセンスRNA」と呼ぶことがある。言い換えれば、それはRNAのコード配列に相補的な非コード鎖であり、これはネガティブセンスのウイルスRNAと同様である。mRNAが相補的なアンチセンスRNA配列と二重鎖を形成すると、翻訳が阻害される。このプロセスはRNA干渉と関連している。細胞は、マイクロRNAと呼ばれるアンチセンスRNA分子を自然に生成することができ、このマイクロRNAは、相補的なmRNA分子と相互作用し、その発現を阻害する。この概念は、アンチセンスRNAをコードする導入遺伝子を人工的に導入して、目的の遺伝子の発現を阻害するという分子生物学的な手法としても利用されている。放射性または蛍光標識されたアンチセンスRNAを用いて、さまざまな細胞型における遺伝子の転写レベルを示すことができる。
いくつかの代替アンチセンス構造タイプが、アンチセンス治療法として実験的に適用されている。米国では、米国食品医薬品局（FDA）が、ホスホロチオエート系アンチセンスオリゴヌクレオチドであるホミビルセン（Vitravene）とミポメルセン（Kynamro）を、ヒトの治療用として承認した。

## ウイルスのRNAセンス
ウイルス学では「センス」という用語は少し異なる意味を持っている。RNAウイルスのゲノムは、プラス鎖と呼ばれるポジティブセンス（positive-sense）のものと、マイナス鎖と呼ばれるネガティブセンス（negative-sense）のもののいずれかと言える。ほとんどの場合、「センス」（sense）と「鎖」（strand）という用語は同じ意味で使用され、「ポジティブ鎖」は「ポジティブセンス」に相当し、「プラス鎖」は「プラスセンス」に相当する。ウイルスゲノムがポジティブセンスであるかネガティブセンスであるかは、ウイルスを分類するための基準として利用できる。

### ポジティブセンス
ポジティブセンス（5′-to-3′）のウイルスRNAは、特定のウイルスRNA配列がウイルスタンパク質（例：ウイルス複製に必要なタンパク質）に直接翻訳される可能性があることを意味する。したがって、ポジティブセンスRNAウイルスでは、ウイルスRNAゲノムはウイルスmRNAと見なすことができ、宿主細胞によって即座に翻訳される。ネガティブセンスRNAとは異なり、ポジティブセンスRNAはmRNAと同じセンスである。一部のウイルス（例：コロナウイルス科）は、mRNAとして機能するポジティブセンスのゲノムを持ち、相補RNA中間体の助けを借りずに、タンパク質の合成に直接使用することができる。このため、これらのウイルスは、ウイルス粒子にRNAポリメラーゼをパッケージ化する必要がない。このRNAポリメラーゼは、ウイルスのゲノムを複製するために必要であるため、宿主細胞が最初に生成するタンパク質の1つとなる。

### ネガティブセンス
ネガティブセンス（3′-to-5′）ウイルスRNAは、ウイルスmRNAと相補的であるため、翻訳に先立ち、RNA依存性RNAポリメラーゼによってポジティブセンスRNAが生成される必要がある。DNAと同様に、ネガティブセンスRNAはそれがコードするmRNAと相補的なヌクレオチド配列を持っているが、DNAとも同様に、このRNAはタンパク質に直接翻訳することはできない。その代わりに、それは最初にmRNAとして機能するポジティブセンスRNAに転写されなければならない。一部のウイルス（例：インフルエンザウイルス）はネガティブセンスゲノムを持っているため、ビリオン内にRNAポリメラーゼを運び込む必要がある。

## アンチセンスオリゴヌクレオチド
遺伝子サイレンシングは、RNAターゲットに相補的な短い「アンチセンスオリゴヌクレオチド」を細胞内に導入することで実現できる。この実験は、1978年にZamecnikとStephensonが初めて行ったもので、実験室での実験だけでなく、臨床応用（アンチセンス療法）にとっても今でも有用なアプローチである。インフルエンザウイルス、呼吸器合胞体ウイルス（RSV）、SARSコロナウイルス（SARS-CoV）など、いくつかのウイルスは、アンチセンスオリゴヌクレオチドを使用して、宿主細胞での複製を阻害するため標的にすることができる。
アンチセンスオリゴヌクレオチドにDNAやDNA模倣物（ホスホロチオエートDNA、2′F-ANAなど）の区間が含まれていると、RNase Hを動員して標的RNAを分解することができる。これにより、遺伝子サイレンシングのメカニズムは触媒作用的になる。二本鎖RNAは、RNAi/siRNA経路において、触媒作用を持つ酵素依存性アンチセンス剤としても作用し、センス-アンチセンス鎖ペアリングによる標的mRNAの認識と、それに続くRNA誘導サイレンシング複合体（RISC）による標的mRNAの分解が行われる。R1プラスミドhok/sokシステムは、得られたRNA二重鎖の酵素分解による酵素依存アンチセンス調節プロセスのもう一つの例を提供する。
その他のアンチセンス機構は酵素依存性ではないが、標的RNAの立体的な阻害を伴う（たとえば翻訳を防止したり、選択的スプライシングを誘導する）。立体的に阻害するアンチセンス機構では、かなりの程度まで修飾されたオリゴヌクレオチドを使用することが多い。RNase H認識を必要としないので、これには2′-O-アルキル、ペプチド核酸（PNA）、ロック核酸（LNA）、モルフォリノオリゴマーなどの化学物質が含まれる。

## 参照項目
- アンチセンス療法
- 方向性 (分子生物学)
- DNAコドン表（英語版）
- RNAウイルス
- 転写 (生物学)
- 翻訳 (生物学)
- ウイルス複製